# Џ
Џ (gemen: џ) är en bokstav i det kyrilliska alfabetet. Den uttalas som d + dje-ljud, ungefär som ddj i "addjo" eller som j i det engelska ordet "jeep". Vid transkribering av ryska skriver man dj i svensk text och [ʤ] i IPA. Vid translitteration till latinska bokstäver enligt ISO 9 motsvaras bokstaven av dž (dz med caron).

## Teckenkoder i datorsammanhang
| Teckenkoder        | Versal: Џ                   | Gemen: џ                  |
| ------------------ | --------------------------- | ------------------------- |
| Namn (Unicode)     | CYRILLIC CAPITAL LETTER XHE | CYRILLIC SMALL LETTER XHE |
| Kodpunkt (Unicode) | U+040F                      | U+045F                    |
| HTML               | &#1039;                     | &#1119;                   |